# 百田弥栄子
百田 弥栄子（ももた やえこ、1944年 - ）は、中国文化研究者。慶應義塾大学文学部国文科卒。大学非常勤講師などをへて、中日文化研究所教授。アジア民族造形文化研究所教授。  

## 著書
- 『中国の伝承曼荼羅』三弥井書店 1999
- 『中国神話の構造』三弥井書店 2004

### 共編
- 『鉄文化を拓く炭焼長者』福田晃,金賛會共編　三弥井書店 伝承文学比較双書 2011
- 『古事記の起源を探る創世神話』工藤隆,真下厚共編　三弥井書店 伝承文学比較双書　2013

### 翻訳
- 賀宜『嘉陵江の水は青く 劉文学』朝日新聞社 1972
- 胡奇『はるかな緑の地』君島久子共訳 太平出版社 1975 中国の児童文学
- 徐瑛『赤いネッカチーフの夏休み』太平出版社 1977 中国の児童文学
- 厳汝嫻主編『婚姻からみた中国少数民族』曽士才,栗原悟共訳　六興出版 1991 世界の民族誌
- 厳汝嫻主編『中国少数民族の婚姻と家族』曽士才,栗原悟共訳　第一書房 1996

## 参考
- [ISBN 978-4-8382-9050-5]